# Varese Calcio 1970-1971
Questa voce raccoglie le informazioni riguardanti il Varese Calcio nelle competizioni ufficiali della stagione 1970-1971.

## Stagione
Nella stagione 1970-1971 il neopromosso Varese, allenato dal confermato Nils Liedholm, disputò il campionato di Serie A raggiungendo la salvezza a quota 26 punti, appaiato al Torino, al Lanerossi Vicenza e al Verona, tutta ad appena una lunghezza sopra la zona retrocessione. In Coppa Italia i bosini, che difendevano il quarto posto dell'edizione precedente, stavolta videro il loro cammino fermarsi già al primo turno, chiudendo all'ultimo posto un girone di qualificazione che vedeva presenti anche Milan, Mantova e Brescia.
Migliore marcatore stagionale dei biancorossi fu il neoacquisto Alberto Carelli, autore di 6 reti.
Gli otto pareggi consecutivi dalla 2ª alla 9ª giornata costituiscono tuttora un record assoluto per la Serie A.

## Organigramma societario
Area direttiva
- Presidente: Guido Borghi

Area tecnica
- Allenatore: Nils Liedholm

Area sanitaria
- Medico sociale: Dott. Mario Ceriani
- Massaggiatore: Andrea Piu

## Rosa

Il tecnico Nils Liedholm, alla seconda e ultima stagione a Varese, guidò la squadra alla salvezza.

| N. |                   | Ruolo | Calciatore            |
| -- | ----------------- | ----- | --------------------- |
|    | Italia (bandiera) | P     | Pietro Carmignani     |
|    | Italia (bandiera) | P     | Mario Barluzzi        |
|    | Italia (bandiera) | D     | Bruno Mayer           |
|    | Italia (bandiera) | D     | Giorgio Morini        |
|    | Italia (bandiera) | D     | Piero Volpi           |
|    | Italia (bandiera) | D     | Antonio Perego        |
|    | Italia (bandiera) | D     | Mario Perego          |
|    | Italia (bandiera) | D     | Angelo Rimbano        |
|    | Italia (bandiera) | D     | Gabriele Andena       |
|    | Italia (bandiera) | D     | Dario Dolci           |
|    | Italia (bandiera) | D     | Giorgio Dellagiovanna |
|    | Italia (bandiera) | C     | Ambrogio Borghi       |
|    | Italia (bandiera) | C     | Riccardo Sogliano     |

| N. |                   | Ruolo | Calciatore          |
| -- | ----------------- | ----- | ------------------- |
|    | Italia (bandiera) | C     | Gianpiero Marini    |
|    | Italia (bandiera) | C     | Giuseppe Tamborini  |
|    | Italia (bandiera) | C     | Italo Bonatti       |
|    | Italia (bandiera) | C     | Francesco Brignani  |
|    | Italia (bandiera) | A     | Antonio Rocca       |
|    | Italia (bandiera) | A     | Domenico Penzo      |
|    | Italia (bandiera) | A     | Vincenzo Traspedini |
|    | Italia (bandiera) | A     | Riccardo Mascheroni |
|    | Italia (bandiera) | A     | Duino Gorin         |
|    | Italia (bandiera) | A     | Paolo Nuti          |
|    | Italia (bandiera) | A     | Ariedo Braida       |
|    | Italia (bandiera) | A     | Alberto Carelli     |

## Risultati

### Serie A

#### Girone di andata
| Arbitro: | Gialluisi (Barletta) |

|              |           |  |
| Altafini 22’ | Marcatori |  |

| Varese 7 ottobre 1970 2ª giornata | Varese           | 0 – 0 | Torino | Stadio Franco Ossola\| Arbitro: \| Branzoni (Pavia) \| |
| Arbitro:                          | Branzoni (Pavia) |       |        |                                                        |

| Arbitro: | Picasso (Chiavari) |

|             |           |              |
| Bonatti 10’ | Marcatori | 15’ Niccolai |

| Varese 25 ottobre 1970 4ª giornata | Varese               | 0 – 0 | Roma | Stadio Franco Ossola\| Arbitro: \| Barbaresco (Cormons) \| |
| Arbitro:                           | Barbaresco (Cormons) |       |      |                                                            |

| Catania 8 novembre 1970 5ª giornata | Catania          | 0 – 0 | Varese | Stadio Cibali\| Arbitro: \| Bernardis (Roma) \| |
| Arbitro:                            | Bernardis (Roma) |       |        |                                                 |

| Varese 15 novembre 1970 6ª giornata | Varese          | 0 – 0 | Bologna | Stadio Franco Ossola\| Arbitro: \| Giunti (Arezzo) \| |
| Arbitro:                            | Giunti (Arezzo) |       |         |                                                       |

| Arbitro: | Lattanzi (Roma) |

|              |           |               |
| Mascetti 43’ | Marcatori | 67’ A. Perego |

| Arbitro: | Panzino (Catanzaro) |

|             |           |           |
| Carelli 27’ | Marcatori | 18’ Villa |

| Varese 13 dicembre 1970 9ª giornata | Varese           | 0 – 0 | Juventus | Stadio Franco Ossola\| Arbitro: \| Bernardis (Roma) \| |
| Arbitro:                            | Bernardis (Roma) |       |          |                                                        |

| Arbitro: | Barbaresco (Cormons) |

|                                         |           |                  |
| Boninsegna 9’, 63’ (rig.) Facchetti 37’ | Marcatori | 76’, 90’ Carelli |

| Arbitro: | Trono (Torino) |

|                                                |           |                   |
| Damiani 12’ Maraschi 24’ (rig.) Chinesinho 31’ | Marcatori | 45’ (rig.) Braida |

| Varese 3 gennaio 1971 12ª giornata | Varese             | 0 – 0 | Fiorentina | Stadio Franco Ossola\| Arbitro: \| Picasso (Chiavari) \| |
| Arbitro:                           | Picasso (Chiavari) |       |            |                                                          |

| Roma 10 gennaio 1971 13ª giornata | Lazio           | 0 – 0 | Varese | Stadio Olimpico\| Arbitro: \| Giunti (Arezzo) \| |
| Arbitro:                          | Giunti (Arezzo) |       |        |                                                  |

| Arbitro: | Francescon (Padova) |

|                |           |             |
| Traspedini 74’ | Marcatori | 79’ Cristin |

| Arbitro: | Bernardis (Roma) |

|                            |           |                         |
| Garzelli 51’ Pirazzini 84’ | Marcatori | 17’ Nuti 59’ Traspedini |

#### Girone di ritorno
| Arbitro: | Picasso (Chiavari) |

|          |           |             |
| Nuti 44’ | Marcatori | 74’ Sormani |

| Arbitro: | Panzino (Catanzaro) |

|                                        |           |          |
| Cereser 5’ Dolci 19’ (aut.) Pulici 78’ | Marcatori | 39’ Nuti |

| Arbitro: | Lattanzi (Roma) |

|                                           |           |                |
| Traspedini 2’, 40’ (rig.) Braida 78’, 87’ | Marcatori | 80’ Domenghini |

| Arbitro: | Trono (Torino) |

|                                         |           |  |
| Cappellini 23’, 70’ Amarildo 65’ (rig.) | Marcatori |  |

| Arbitro: | Michelotti (Parma) |

|  |           |               |
|  | Marcatori | 62’ Bernardis |

| Arbitro: | Lattanzi (Roma) |

|                    |           |  |
| Savoldi 45’ (rig.) | Marcatori |  |

| Arbitro: | Lo Bello (Siracusa) |

|                        |           |  |
| Carelli 27’ Morini 65’ | Marcatori |  |

| Arbitro: | Panzino (Catanzaro) |

|                  |           |                                 |
| Prati 26’ (rig.) | Marcatori | 31’ (rig.) Tamborini 53’ Morini |

| Arbitro: | Barbaresco (Cormons) |

|                               |           |                         |
| Causio 44’ (rig.) Bettega 51’ | Marcatori | 63’ Rimbano 87’ Carelli |

| Arbitro: | Toselli (Cormons) |

|          |           |                              |
| 49’ Nuti | Marcatori | Boninsegna 23’, 25’ Jair 47’ |

| Varese 18 aprile 1971 26ª giornata | Varese         | 0 – 0 | L.R. Vicenza | Stadio Franco Ossola\| Arbitro: \| Monti (Ancona) \| |
| Arbitro:                           | Monti (Ancona) |       |              |                                                      |

| Arbitro: | Francescon (Padova) |

|              |           |            |
| D'Alessi 83’ | Marcatori | 53’ Braida |

| Arbitro: | Gonella (Torino) |

|                                 |           |                      |
| Tamborini 4’ (rig.), 71’ (rig.) | Marcatori | 62’ (rig.) Chinaglia |

| Arbitro: | Monti (Ancona) |

|                                        |           |             |
| Suárez 32’ (rig.) M. Perego 47’ (aut.) | Marcatori | 71’ Carelli |

| Arbitro: | Lo Bello (Siracusa) |

|                                         |           |  |
| Nuti 9’ Tamborini 26’ (rig.) Braida 30’ | Marcatori |  |

### Coppa Italia

#### Primo turno
| Arbitro: | Trono (Torino) |

|                                              |           |  |
| Rognoni 42’ Rivera 48’ (rig.), 59’ Villa 66’ | Marcatori |  |

| Arbitro: | Canova (Milano) |

|                  |           |  |
| Blasig 8’ (rig.) | Marcatori |  |

| Arbitro: | Vacchini (Milano) |

|  |           |                       |
|  | Marcatori | 5’ Turra 33’ De Paoli |

## Statistiche

### Statistiche di squadra
| Competizione | Punti | In casa | In casa | In casa | In casa | In casa | In casa | In trasferta | In trasferta | In trasferta | In trasferta | In trasferta | In trasferta | Totale | Totale | Totale | Totale | Totale | Totale | DR  |
| Competizione | Punti | G       | V       | N       | P       | Gf      | Gs      | G            | V            | N            | P            | Gf           | Gs           | G      | V      | N      | P      | Gf     | Gs     | DR  |
| ------------ | ----- | ------- | ------- | ------- | ------- | ------- | ------- | ------------ | ------------ | ------------ | ------------ | ------------ | ------------ | ------ | ------ | ------ | ------ | ------ | ------ | --- |
| Serie A      | 26    | 15      | 4       | 9       | 3       | 15      | 9       | 15           | 1            | 7            | 7            | 14           | 24           | 30     | 5      | 16     | 9      | 29     | 33     | -4  |
| Coppa Italia |       | 1       | 0       | 0       | 1       | 0       | 2       | 2            | 0            | 0            | 2            | 0            | 5            | 3      | 0      | 0      | 1      | 0      | 7      | -6  |
| Totale       | -     | 16      | 4       | 9       | 4       | 16      | 11      | 17           | 1            | 7            | 9            | 14           | 29           | 33     | 5      | 16     | 12     | 29     | 40     | -10 |

### Statistiche dei giocatori
| Giocatore        | Serie A  | Serie A | Coppa Italia | Coppa Italia | Totale   | Totale |
| Giocatore        | Presenze | Reti    | Presenze     | Reti         | Presenze | Reti   |
| ---------------- | -------- | ------- | ------------ | ------------ | -------- | ------ |
| G. Andena        | 3        | 0       | ?            | ?            | 3+       | 0+     |
| I. Bonatti       | 7        | 1       | ?            | ?            | 7+       | 1+     |
| A. Borghi        | 17       | 0       | ?            | ?            | 17+      | 0+     |
| A. Braida        | 23       | 5       | ?            | ?            | 23+      | 5+     |
| F. Brignani      | 20       | 0       | ?            | ?            | 20+      | 0+     |
| A. Carelli       | 29       | 6       | ?            | ?            | 29+      | 6+     |
| P. Carmignani    | 30       | -33     | ?            | ?            | 30+      | -33+   |
| G. Dellagiovanna | 27       | 0       | ?            | ?            | 27+      | 0+     |
| D. Dolci         | 11       | 0       | ?            | ?            | 11+      | 0+     |
| D. Gorin         | 1        | 0       | ?            | ?            | 1+       | 0+     |
| G. Morini        | 28       | 2       | ?            | ?            | 28+      | 2+     |
| P. Nuti          | 29       | 5       | ?            | ?            | 29+      | 5+     |
| M. Perego        | 26       | 1       | ?            | ?            | 26+      | 1+     |
| A. Rimbano       | 30       | 1       | ?            | ?            | 30+      | 1+     |
| R. Sogliano      | 29       | 0       | ?            | ?            | 29+      | 0+     |
| G. Tamborini     | 23       | 4       | ?            | ?            | 23+      | 4+     |
| V. Traspedini    | 14       | 4       | ?            | ?            | 14+      | 4+     |